# Sabicea vogelii
Sabicea vogelii är en måreväxtart som beskrevs av George Bentham. Sabicea vogelii ingår i släktet Sabicea och familjen måreväxter. Inga underarter finns listade i Catalogue of Life.